# Chrysometa ura
Chrysometa ura là một loài nhện trong họ Tetragnathidae.
Loài này thuộc chi Chrysometa. Chrysometa ura được Herbert W. Levi miêu tả năm 1986.